# Crise d'acétone
La crise d'acétone, aussi appelée acidocétose ou hypercétonémie est une situation métabolique au cours de laquelle l'organisme augmente sa concentration en corps cétoniques. Il s'agit d'une période d'un à quelques jours, qui survient à la suite de la déplétion des réserves de glucides, notamment lors des trois premiers jours d'un jeûne.  Cette période s'accompagne de troubles divers comme des maux de têtes, des nausées et une faiblesse générale.